# Eaux blanches de laiterie
Pour les articles homonymes, voir eau blanche.
Les eaux blanches sont constituées des eaux de lavage des laiteries et des salles de traite, contenant les différents détergents utilisés ainsi que des résidus de lait.

## Effluent laitier
Les effluents laitiers se composent du lactosérum et des eaux blanches. Le lactosérum représente un volume équivalent à 90 % du volume de lait transformé et les eaux blanches 2,5 fois le volume de lait. 

### Caractéristiques physicochimiques
Afin de déterminer l’impact des effluents, plusieurs paramètres sont mesurés :
- Le pH
- La DCO (Demande Chimique en Oxygène) : elle permet de quantifier la teneur en matière oxydable de l’effluent.
- La DBO5 (Demande Biologique en Oxygène sur 5 jours) : c’est la mesure de la quantité de matière organique qui sera dégradée en 5 jours par des bactéries. C’est donc une mesure de la matière organique facilement dégradable.
- Le rapport DCO/DBO5 : plus il sera petit, plus l’effluent sera facilement dégradé.
- L’équivalent-habitant (EH) : Cela permet de comparer l’impact des effluents par rapport aux rejets domestiques. 1 EH = 57 g de matière organique.

| Type d'effluent                  | pH        | Volume produit par litre de lait | DCO (g/L) | DCO/DBO5  |
| -------------------------------- | --------- | -------------------------------- | --------- | --------- |
| Eaux blanches                    | 5,5 à 6,2 | 3 à 4                            | 2 à 3     | 1,3 à 1,4 |
| Lactosérum                       | 4,3       | 0,75                             | 50 à 70   | 1,5       |
| Mélange eaux blanches+lactosérum | 4 à 4,5   | 4 à 5                            | 10 à 12   | 1,7 à 1,8 |
| Eaux usées domestiques           | 7 à 8     | 150 litres par eq/hab            | 0,8       | 1,9       |

Les eaux blanches et le lactosérum sont souvent traités ensemble. Le lactosérum a un impact environnemental beaucoup plus important puisqu’il a des teneurs en matière organique très élevées. 1 L de lait transformé représente environ 60 g de DCO dont 50 g proviennent du lactosérum et seulement 10 g des eaux blanches.

### Charge polluante
La charge polluante des eaux blanches est établie à partir de plusieurs critères : lavages.
- La teneur en phosphore total : elle est également fonction des doses de lessive utilisée pour les lavages.

| Mesure         | Normes pour rejeter ou épandre les effluents | Eaux blanches |
| -------------- | -------------------------------------------- | ------------- |
| DCO (mg/l)     | 120                                          | 2000 - 3000   |
| DBO5 (mg/l)    | 40                                           | 154 - 214     |
| MES (mg/l)     | 30                                           | 300 à 1000    |
| P total (mg/l) | -                                            | 20 à 100      |
| N total (mg/l) | -                                            | 10 à 100      |
| pH             | 5,5 à 8,5                                    | 4,5 à 7,5     |

## Traitement des eaux blanches
Les eaux blanches sont généralement traitées avec le lactosérum. Les différentes méthodes qui seront décrites vont donc concerner le traitement du mélange des eaux blanches et du lactosérum. Les mêmes méthodes pouvant être utilisées pour traiter les eaux blanches, avec un temps de traitement moins important puisqu’elles ont une charge polluante inférieure. 
Plusieurs options sont envisageables pour retraiter le mélange eaux blanches/lactosérum, :

### Rejets directs
Ils sont à proscrire du fait de leur impact environnemental,. En effet, les eaux de lavages contiennent des produits détergents et désinfectants.

### Rejets dans le réseau communal
Ce type de rejet ne peut être possible que si la capacité d’épuration de la commune est suffisante. Un prétraitement doit avoir lieu si la charge polluante est trop importante. Cela dépend donc des techniques utilisées par la laiterie. 
Les laiteries ne rejetant que des eaux blanches (lorsqu'elles ne font que conditionner le lait en briques ou en bouteilles stérilisées, par exemple) sont généralement équipées de leur propre station d'épuration.

### Culture fixée sur pouzzolane
La pouzzolane est une roche volcanique poreuse concassée.
Le procédé repose sur l’activité de bactéries aérobies contenues naturellement dans les effluents et le milieu naturel et qui vont dégrader la matière organique, présente dans les eaux blanches et le lactosérum.
Lors du passage de l’effluent sur le filtre, les particules les plus grosses sont retenues en surface par les grains de pouzzolane. Les particules plus fines traversent le filtre, sont capturées par les bactéries et dégradées.
La granulométrie qui semble être idéale est 6/10 : elle permet une bonne oxygénation, accroît la durée de vie du filtre car il n’y a pas de colmatage et maintient un très bon niveau d’abattement.
Ce traitement permet un abattement de plus de 95 % sur la DCO et une remontée du pH à 7.
L’avantage majeur de ce procédé est qu’il ne génère pas de boues, néanmoins, il ne convient pas à des zones connaissant des périodes de gel persistant.
Un recyclage est indispensable pour réduire de manière suffisante la charge polluante. Cela consiste à faire passer l’effluent plusieurs fois sur le filtre, 4 passages étant optimals.

### SBR
SBR signifie Sequencing Batch Reactors. Ce procédé, actuellement le plus répandu, est à boues activée, à bassin unique et à fonctionnement séquentiel. Il est très intéressant du fait de la bonne décantabilité, de sa bonne résistance aux conditions climatiques et des très bons rendements épuratoires (élimination de la DCO supérieure à 99 %). Le SBR est adapté à toutes conditions climatiques et présente une certaine longévité.
Le volume des boues, lorsque l’on traite le lactosérum et les eaux blanches est de 5 % du volume initial.
Ce procédé demande un investissement important de la part de l’entreprise, mais les coûts d’entretien sont relativement faibles. Finalement, ce procédé coûte deux fois plus cher que le procédé de culture sur pouzzolane mais est plus adapté aux grandes infrastructures.

### Biofiltration sur lit organique
Ce procédé expérimental permet, entre autres, les rejets dans milieu naturel puisque les rendements épuratoires sont très bons sur de nombreux polluants,,. Ainsi on peut obtenir des concentrations en DBO5, MES réduites de 99 %, N de 88 %, P de 85 %.

### Traitement par méthanisation
La méthanisation consiste à valoriser la matière organique, présente en grande quantité dans les effluents laitiers, par des bactéries anaérobies produisant du biogaz (mélange de méthane et de dioxyde de carbone). Cette solution présente un double avantage : résoudre un problème de traitement de déchets organiques et assurer une autoproduction d’énergie. Cette énergie est principalement utilisée pour produire de l’eau chaude. Les eaux issues de ce traitement sont ensuite épurées par les installations communales.
Cette technique pour l’instant[Quand ?] très peu utilisée, pourrait devenir de plus en plus intéressante dans un contexte d’augmentation importante du prix de l’énergie.

### Utilisation en production animale
Des chercheurs canadiens[réf. nécessaire] se sont interrogés sur la valorisation des eaux de laiterie en alimentation animale.
Cependant, alors qu’il n’y a aucune restriction quant à l’utilisation du lactosérum, il peut y avoir un risque si les eaux de laiterie contiennent des détergents ou des désinfectants. Ainsi seules les eaux de lavage sans ces produits peuvent être utilisées en alimentation animale.
Ci-dessous[Quoi ?] sont présentées les valeurs alimentaires des eaux blanches, en comparaison avec le lactosérum.

### Valorisation en production végétale
Toujours au Canada, des chercheurs se sont interrogés sur la valorisation des eaux blanches en productions végétales[réf. nécessaire].
La valeur fertilisante est cependant très variable car elle dépend du lait et des procédés de transformation utilisés. 
De plus, des incertitudes demeurent quant à la disponibilité pour les cultures des minéraux rejetés.
Enfin cette solution n’est pas envisageable sur les sols fortement lessivables et si la concentration en produits nettoyants (détergents, désinfectants) est forte.